# Ma trận Pauli
Trong toán học và vật lý lý thuyết, các ma trận Pauli là ba ma trận có kích thước 2 × 2:
{\displaystyle X={\begin{bmatrix}0&1\\1&0\end{bmatrix}}}
{\displaystyle Y={\begin{bmatrix}0&-i\\i&0\end{bmatrix}}}
{\displaystyle Z={\begin{bmatrix}1&0\\0&(-1)\end{bmatrix}}}
Ở đây i là đơn vị ảo. Các ma trận này được đặt tên theo nhà vật lý Wolfgang Pauli. Trong cơ học lượng tử, các ma trận này xuất hiện trong phương trình Pauli, thể hiện sự tương tác của các spin của một hạt với một trường điện từ bên ngoài. Trong tính toán lượng tử, các ma trận Pauli là các ma trận của các toán tử Pauli, hay cổng Pauli, gồm cổng Pauli X, ứng với toán tử {\displaystyle {\hat {\sigma _{x}}}}, cổng Pauli Y, ứng với toán tử {\displaystyle {\hat {\sigma _{y}}}}, và cổng Pauli Z, ứng với toán tử {\displaystyle {\hat {\sigma _{z}}}}. Các ma trận Pauli có tính chất Hermite và unitary.
Các ma trận Pauli cùng với ma trận đơn vị I (còn được coi là ma trận Pauli thứ 0 σ0), tạo thành một hệ cơ sở cho không gian vectơ của các ma trận 2 × 2 Hermite.
Mỗi toán tử Hermite đều đại diện cho một đại lượng vật lý nào đó, vì vậy các ma trận Pauli σk, trong không gian Hilbert phức 2 chiều, đại diện cho các đại lượng vật lý tương ứng, là thành phần spin chiếu dọc theo trục k trong không gian ba chiều Ơ clít ℝ3.

## Giá trị riêng và vectơ riêng
Các ma trận Pauli (sau khi nhân với i - đơn vị ảo, trở thành anti-Hermitian), sẽ tạo ra các biến đổi của đại số Lie: các ma trận iσ1, iσ2, iσ3 tạo thành một hệ cơ sở cho SU(2). Đại số học được tạo ra bởi ba ma trận σ1, σ2, σ3 là đẳng cấu với đại số Clifford của ℝ3, và được gọi là đại số của không gian vật lý. Ta có thể biểu diễn như sau:
{\displaystyle \sigma _{a}={\begin{pmatrix}\delta _{a3}&\delta _{a1}-i\delta _{a2}\\\delta _{a1}+i\delta _{a2}&-\delta _{a3}\end{pmatrix}}}
Từ đó tính được:
{\displaystyle \sigma _{1}^{2}=\sigma _{2}^{2}=\sigma _{3}^{2}=-i\sigma _{1}\sigma _{2}\sigma _{3}={\begin{pmatrix}1&0\\0&1\end{pmatrix}}=I}
(Với I là ma trận đơn vị)
{\displaystyle {\begin{aligned}\det \sigma _{i}&=-1,\\\operatorname {Tr} \sigma _{i}&=0.\end{aligned}}}
Giá trị riêng của từng ma trận σi đều là ±1
Vecto riêng tương ứng lần lượt là:
{\displaystyle {\begin{aligned}&\psi _{x+}={\frac {1}{\sqrt {2}}}{\begin{pmatrix}1\\1\end{pmatrix}},&&\psi _{x-}={\frac {1}{\sqrt {2}}}{\begin{pmatrix}1\\-1\end{pmatrix}},\\&\psi _{y+}={\frac {1}{\sqrt {2}}}{\begin{pmatrix}1\\i\end{pmatrix}},&&\psi _{y-}={\frac {1}{\sqrt {2}}}{\begin{pmatrix}1\\-i\end{pmatrix}},\\&\psi _{z+}={\begin{pmatrix}1\\0\end{pmatrix}},&&\psi _{z-}={\begin{pmatrix}0\\1\end{pmatrix}}.\end{aligned}}}

## Vecto Pauli
Vecto Pauli được định nghĩa như sau: 
{\displaystyle {\vec {\sigma }}=\sigma _{1}{\hat {x}}+\sigma _{2}{\hat {y}}+\sigma _{3}{\hat {z}}\,}
Và cung cấp một cơ chế ánh xạ từ một cơ sở vector đến một cơ sở ma trận Pauli [2]
{\displaystyle {\begin{aligned}{\vec {a}}\cdot {\vec {\sigma }}&=(a_{i}{\hat {x}}_{i})\cdot (\sigma _{j}{\hat {x}}_{j})\\&=a_{i}\sigma _{j}{\hat {x}}_{i}\cdot {\hat {x}}_{j}\\&=a_{i}\sigma _{j}\delta _{ij}\\&=a_{i}\sigma _{i}={\begin{pmatrix}a_{3}&a_{1}-ia_{2}\\a_{1}+ia_{2}&-a_{3}\end{pmatrix}}\end{aligned}}}
Từ đó ta có:
{\displaystyle \det {\vec {a}}\cdot {\vec {\sigma }}=-{\vec {a}}\cdot {\vec {a}}=-|{\vec {a}}|^{2},}
{\displaystyle {\frac {1}{2}}\mathrm {tr} [({\vec {a}}\cdot {\vec {\sigma }}){\vec {\sigma }}]={\vec {a}}.}
Tính được vectơ riêng là:
{\displaystyle \psi _{+}={\begin{pmatrix}a_{3}+|{\vec {a}}|\\a_{1}+ia_{2}\end{pmatrix}};\qquad \psi _{-}={\begin{pmatrix}ia_{2}-a_{1}\\a_{3}+|{\vec {a}}|\end{pmatrix}}.}

## Phép giao hoán
Các ma trận Pauli có tính giao hoán. Cụ thể:
{\displaystyle [\sigma _{a},\sigma _{b}]=2i\varepsilon _{abc}\,\sigma _{c}\,,}
và phi giao hoán:
{\displaystyle \{\sigma _{a},\sigma _{b}\}=2\delta _{ab}\,I.}
Xét các ví dụ sau:
{\displaystyle {\begin{aligned}\left[\sigma _{1},\sigma _{2}\right]&=2i\sigma _{3}\,\\\left[\sigma _{2},\sigma _{3}\right]&=2i\sigma _{1}\,\\\left[\sigma _{3},\sigma _{1}\right]&=2i\sigma _{2}\,\\\left[\sigma _{1},\sigma _{1}\right]&=0\,\\\left\{\sigma _{1},\sigma _{1}\right\}&=2I\,\\\left\{\sigma _{1},\sigma _{2}\right\}&=0\,.\\\end{aligned}}}

## Tích có hướng và tích vô hướng
Các vectơ Pauli thiết lập các mối quan hệ giao hoán và phi giao hoán dựa trên phép nhân vectơ.
{\displaystyle {\begin{aligned}\left[\sigma _{a},\sigma _{b}\right]+\{\sigma _{a},\sigma _{b}\}&=(\sigma _{a}\sigma _{b}-\sigma _{b}\sigma _{a})+(\sigma _{a}\sigma _{b}+\sigma _{b}\sigma _{a})\\2i\varepsilon _{abc}\,\sigma _{c}+2\delta _{ab}I&=2\sigma _{a}\sigma _{b}\end{aligned}}}
vậy nên, 
| {\displaystyle \sigma _{a}\sigma _{b}=i\varepsilon _{abc}\,\sigma _{c}+\delta _{ab}I~.} |
Mỗi vế của phương trình với các thành phần 3-vector ap và bq (có giao hoán với ma trận Pauli apσq = σqap) với mỗi ma trận σq và vectơ ap (cũng nhw là bq), và a, b, c → p, q, r, để tránh mâu thuẫn về mặt ký hiệu,
{\displaystyle {\begin{aligned}a_{p}b_{q}\sigma _{p}\sigma _{q}&=a_{p}b_{q}\left(i\varepsilon _{pqr}\,\sigma _{r}+\delta _{pq}I\right)\\a_{p}\sigma _{p}b_{q}\sigma _{q}&=i\varepsilon _{pqr}\,a_{p}b_{q}\sigma _{r}+a_{p}b_{q}\delta _{pq}I~.\end{aligned}}}
Cuối cùng, ta quy ước ký hiệu tích vô hướng và tích có hướng. Kết quả như sau:
| {\displaystyle ({\vec {a}}\cdot {\vec {\sigma }})({\vec {b}}\cdot {\vec {\sigma }})=({\vec {a}}\cdot {\vec {b}})\,I+i({\vec {a}}\times {\vec {b}})\cdot {\vec {\sigma }}} |

|  |  |  |
|  |  |  |

## Toán tử Pauli và mô men động lượng
Cổng Pauli X còn được gọi là cổng NOT. Cổng này có ý nghĩa là tạo ra trang thái "ngược" với trạng thái |0> hoặc |1> đầu vào, tương đương với việc quay trạng thái qubit trên mặt cầu Bloch sang điểm đối diện với nó trên mặt cầu.
{\displaystyle X|0\rangle ={\mbox{NOT}}|0\rangle ={\begin{bmatrix}0&1\\1&0\end{bmatrix}}{\begin{bmatrix}1\\0\end{bmatrix}}={\begin{bmatrix}0\\1\end{bmatrix}}=|1\rangle }
{\displaystyle X|1\rangle ={\mbox{NOT}}|1\rangle ={\begin{bmatrix}0&1\\1&0\end{bmatrix}}{\begin{bmatrix}0\\1\end{bmatrix}}={\begin{bmatrix}1\\0\end{bmatrix}}=|0\rangle }
Ba toán tử Pauli có mối liên hệ với nhau tương tự như ba toán tử thành phần mô men động lượng {\displaystyle {\hat {L_{x}}}}, {\displaystyle {\hat {L_{y}}}}, {\displaystyle {\hat {L_{z}}}}, ví dụ:
{\displaystyle [{\hat {X}},{\hat {Y}}]=2i{\hat {Z}}}
Trong cơ học lượng tử, bộ ba toán tử nào liên hệ với nhau theo kiểu trên đều được coi như tương ứng với đại lượng mô men động lượng. Cụ thể các toán tử Pauli tương ứng với một dạng mô men động lượng đặc biệt của hệ vật chất gọi là spin. Toán tử X ứng với đại lượng vật lý spin theo trục X, toán tử Y ứng với spin theo trục Y, toán tử Z ứng với spin theo trục Z. Véc tơ spin là:
{\displaystyle \mathbf {S} ={\begin{pmatrix}X\\Y\\Z\end{pmatrix}}}
Véc tơ riêng của Pauli Z là |0> và |1>, ứng với trị riêng 1 và -1:
{\displaystyle Z|0\rangle =|0\rangle }
{\displaystyle Z|1\rangle =-|1\rangle }
Véc tơ riêng của Pauli X là |+> và |->, ứng với trị riêng 1 và -1:
{\displaystyle X|+\rangle ={\mbox{NOT}}{\frac {1}{\sqrt {2}}}(|0\rangle +|1\rangle )={\frac {1}{\sqrt {2}}}(|1\rangle +|0\rangle )=|+\rangle }
{\displaystyle X|-\rangle ={\mbox{NOT}}{\frac {1}{\sqrt {2}}}(|0\rangle -|1\rangle )={\frac {1}{\sqrt {2}}}(|1\rangle -|0\rangle )=-|-\rangle }
Véc tơ riêng của Pauli Y là {\displaystyle {\frac {1}{\sqrt {2}}}(|0\rangle +i|1\rangle )} và {\displaystyle {\frac {1}{\sqrt {2}}}(|0\rangle -i|1\rangle )}, ứng với trị riêng 1 và -1:
{\displaystyle Y{\frac {1}{\sqrt {2}}}(|0\rangle +i|1\rangle )={\frac {1}{\sqrt {2}}}(|0\rangle +i|1\rangle )}
{\displaystyle Y{\frac {1}{\sqrt {2}}}(|0\rangle -i|1\rangle )=-{\frac {1}{\sqrt {2}}}(|0\rangle -i|1\rangle )}.